# The Birth of a Nation - Il risveglio di un popolo
The Birth of a Nation - Il risveglio di un popolo (The Birth of a Nation) è un film del 2016 scritto e diretto da Nate Parker.
Nel film Parker interpreta Nat Turner, uno schiavo afroamericano che guidò la rivolta degli schiavi, scoppiata nella Contea di Southampton in Virginia nell'agosto 1831. Il film è composto da un cast corale che comprende Armie Hammer, Mark Boone Junior, Aja Naomi King, Jackie Earle Haley, Penelope Ann Miller, Gabrielle Union e Aunjanue Ellis.
Il titolo è un chiaro riferimento ironico al controverso film muto del 1915 Nascita di una nazione (The Birth of a Nation), che descriveva in chiave apologetica la nascita del Ku Klux Klan. È stato presentato in anteprima al Sundance Film Festival 2016, dove ha vinto il premio del pubblico e il gran premio della giuria.

## Trama
Nat Turner è uno schiavo nero a cui viene insegnato a leggere, così da poter studiare la Bibbia ed essere un predicatore per i suoi compagni di schiavitù. Inizialmente esercita il mestiere di predicatore seguendo i principi impostigli dai bianchi ma, con l'andare del tempo, si rende sempre più conto delle condizioni disumane in cui si trovano gli schiavi neri della sua regione. Nel 1831 guida un movimento di liberazione degli afroamericani in Virginia: ciò si tradurrà in una violenta rivolta culminante con la cattura e l'impiccagione dei rivoltosi e dello stesso Turner.

## Produzione
Il film è scritto, prodotto e diretto da Nate Parker, che è anche protagonista nel ruolo di Nat Turner. Parker è venuto a conoscenza della storia di Turner ad un corso di studi afroamericani presso l'Università dell'Oklahoma. Ha iniziato a scrivere la sceneggiatura del film nel 2009, aiutato dalla scrittore haitiano Jean McGianni Celestin, e ottiene una borsa di studio presso un laboratorio del Sundance Institute. Determinato a scrivere la storia di Turner, ha chiesto pareri ad alcuni mentori, come lo sceneggiatore e regista James Mangold, per aiutarlo ad affinare la storia secondo i dettami di Hollywood. Alcuni sostenevano che un film sulla figura di Nat Turner non avrebbe funzionato; un film in costume con grandi scene di combattimento sarebbe stato troppo costoso e senza un protagonista di rilievo che attirasse la gente al botteghino non avrebbe funzionato. Turner era considerato un personaggio troppo controverso - dopo tutto, è stato responsabile della morte di decine di benestanti proprietari terrieri bianchi.
A fine 2013, dopo aver terminato le riprese di Beyond the Lights - Trova la tua voce, ha detto ai suoi agenti che non avrebbe accettato altri ruoli fino a che il film su Nat Turner non fosse terminato. Ha investito personalmente 100.000 dollari per assumere uno scenografo e per pagare esperti locali a Savannah, in Georgia. Parker ha incontrato vari finanziatori, e i primi ad investire nel film sono stati i giocatori di basket Michael Finley (che aveva già prodotto il film The Butler - Un maggiordomo alla Casa Bianca) e Tony Parker. Parker alla fine ha riunito unici gruppi di investitori per finanziare il 60 per cento del budget di produzione di 10 milioni di dollari, e il produttore Aaron L. Gilbert attraverso la sua casa di produzione Bron Studios ha finanziato il restante 40 per cento.
Le riprese sono iniziate il 1º maggio 2015 a Savannah, Georgia e sono durate 27 giorni. Nel mese di agosto le riprese hanno avuto luogo in Louisiana.

## Distribuzione
Il 25 gennaio 2016 il film è stato presentato in competizione nella sezione U.S. Dramatic al Sundance Film Festival 2016. Dopo la presentazione al Sundance Film Festival, Fox Searchlight Pictures ha acquistato i diritti per la distribuzione per un affare totale di 17.5 milioni di dollari. Offerte concorrenti provenivano anche da The Weinstein Company, Sony Pictures Entertainment e Netflix. Variety ha dichiarato che si tratta dell'accordo "più ricco nella storia del Sundance".
Il film è stato presentato il 9 settembre 2016 al Toronto International Film Festival, accolto da una standing ovation, poi è stato distribuito nelle sale cinematografiche statunitensi il 7 ottobre 2016. In Italia è stato presentato alla Festa del Cinema di Roma 2016 e poi distribuito nelle sale il 14 dicembre 2016.

## Accoglienza
Nel weekend di apertura in Stati Uniti e Canada il film incassò 7,1 milioni di dollari a fronte dei 10 milioni previsti, finendo sesto al botteghino. Gli afro-americani rappresentarono il 60% del pubblico della prima settimana. Nel secondo weekend gli incassi scesero del 61,2%, con un incasso di solo 2,7 milioni e un decimo posto al botteghino.
Nonostante il film abbia incassato quasi il doppio del budget, viene comunque considerato un flop finanziario.
Nel valutare il mediocre weekend di apertura, il Washington Post riferì: "Sebbene alcuni spettatori potrebbero essere stati influenzati dalla controversia legale [nd. le accuse di stupro a carico del regista nonché attore protagonista Nate Parker], probabilmente le recensioni mediocri non hanno aiutato".

## Riconoscimenti
- 2016 - Sundance Film Festival

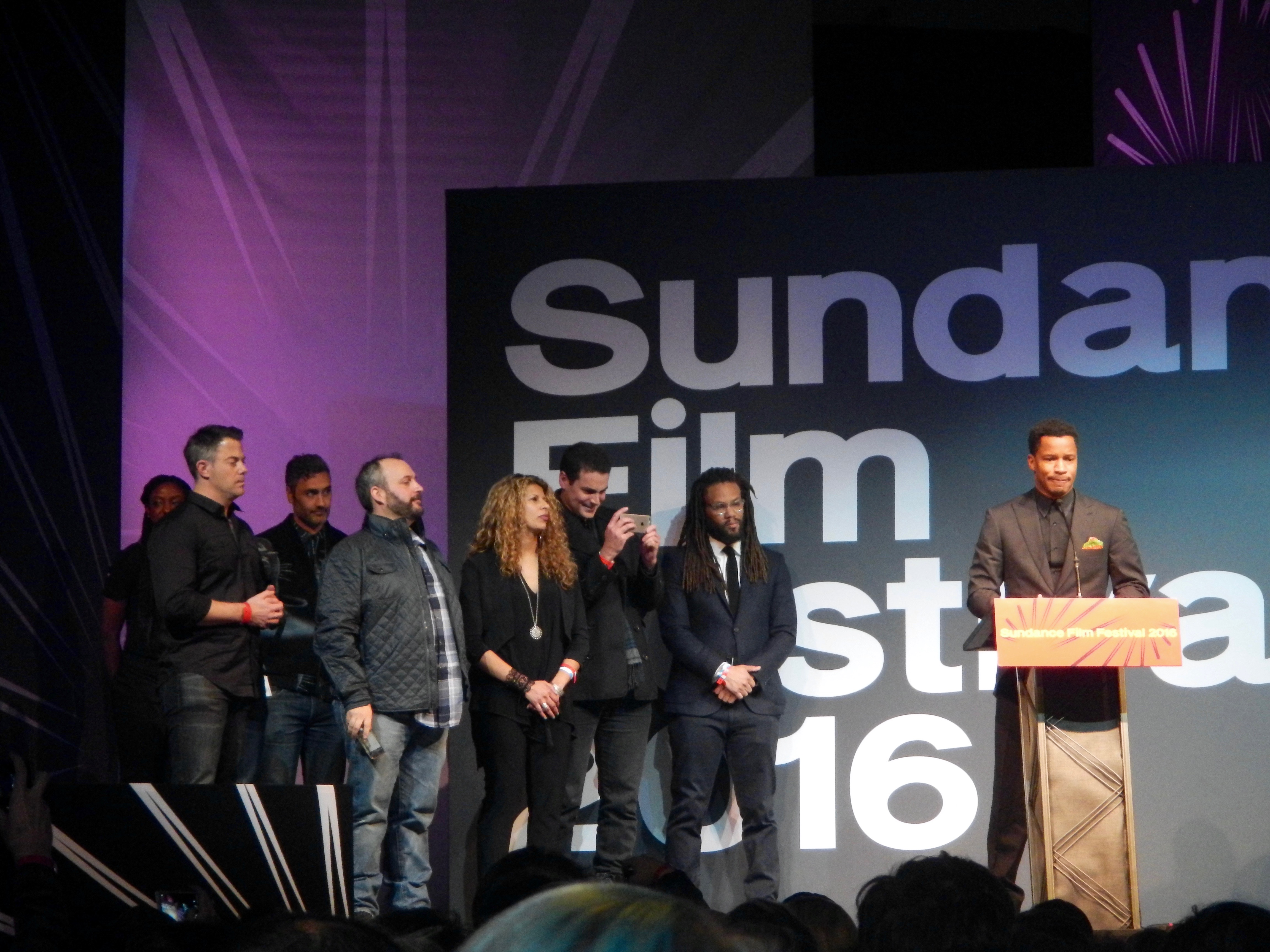
Nate Parker ritira il Gran premio della giuria: U.S. Dramatic al Sundance Film Festival.

  - Gran premio della giuria: U.S. Dramatic
  - Premio del pubblico: U.S. Dramatic
- 2017 - Satellite Award
  - Candidatura per il Miglior montaggio a Steven Rosenblum
- 2017 - NAACP Image Award
  - Candidatura per il Miglior film
  - Candidatura per il Miglior regista a Nate Parker
  - Candidatura per il Miglior attore in un film a Nate Parker
  - Candidatura per la Migliore attrice non protagonista a Aja Naomi King
  - Candidatura per la Miglior sceneggiatura a Nate Parker
  - Candidatura per il Miglior film indipendente
- 2017 - Black Reel Award
  - Candidatura per il Miglior regista a Nate Parker
  - Candidatura per il Miglior attore a Nate Parker
  - Candidatura per la Migliore attrice rivelazione a Aja Naomi King
  - Candidatura per la Miglior sceneggiatura a Nate Parker
  - Candidatura per il Miglior cast
  - Candidatura per la Miglior colonna sonora a Henry Jackman
- 2017 - Directors Guild of America Award[17]
  - Candidatura per il Miglior regista di un'opera prima